# Eisenhower Executive Office Building
L'Eisenhower Executive Office Building (spesso indicato con la sigla EEOB), è un edificio, parte del complesso della Casa Bianca, di proprietà del governo federale degli Stati Uniti, situato nella capitale degli Stati Uniti Washington, e dal 2025 sede del Departement of Government Efficiency. 
L'edificio, che ospita la sede dell'Ufficio esecutivo del presidente degli Stati Uniti d'America, dell'Ufficio per la gestione e il bilancio e del Consiglio per la sicurezza nazionale, fu costruito seguendo lo stile Secondo Impero e inaugurato nel 1888, mentre nel 1999 venne intitolato a Dwight D. Eisenhower. Precedentemente, esso venne infatti chiamato State, War, and Navy Building, mentre alcuni anni dopo il governo statunitense ne cambiò il nome in Old Executive Office Building.
L'Eisenhower Executive Office Building, commissionato dal presidente Ulysses S. Grant, suscitò diverse critiche a causa dello stile con cui si scelse di costruirlo, mentre nel 1969 fu inserito nella National Historic Landmark, una lista dei più importati monumenti ed edifici storici statunitensi.

## Storia
La prima sede dell'ufficio esecutivo statunitense fu costruita tra il 1799 e il 1820, in un terreno adiacente alla Casa Bianca. Nel 1869, dopo la guerra civile, il Congresso votò per affinché si approvasse la costruzione di un nuovo edificio governativo, in quanto lo spazio a disposizione dell'ufficio esecutivo e del dipartimento della guerra si era progressivamente rilevato sempre più esiguo. Dopo che anche il presidente in carica all'epoca, Ulysses S. Grant, approvò il progetto, quest'ultimo formò una commissione che avrebbe dovuto presentare un disegno preparatorio dell'edificio e stimarne i costi dei lavori.

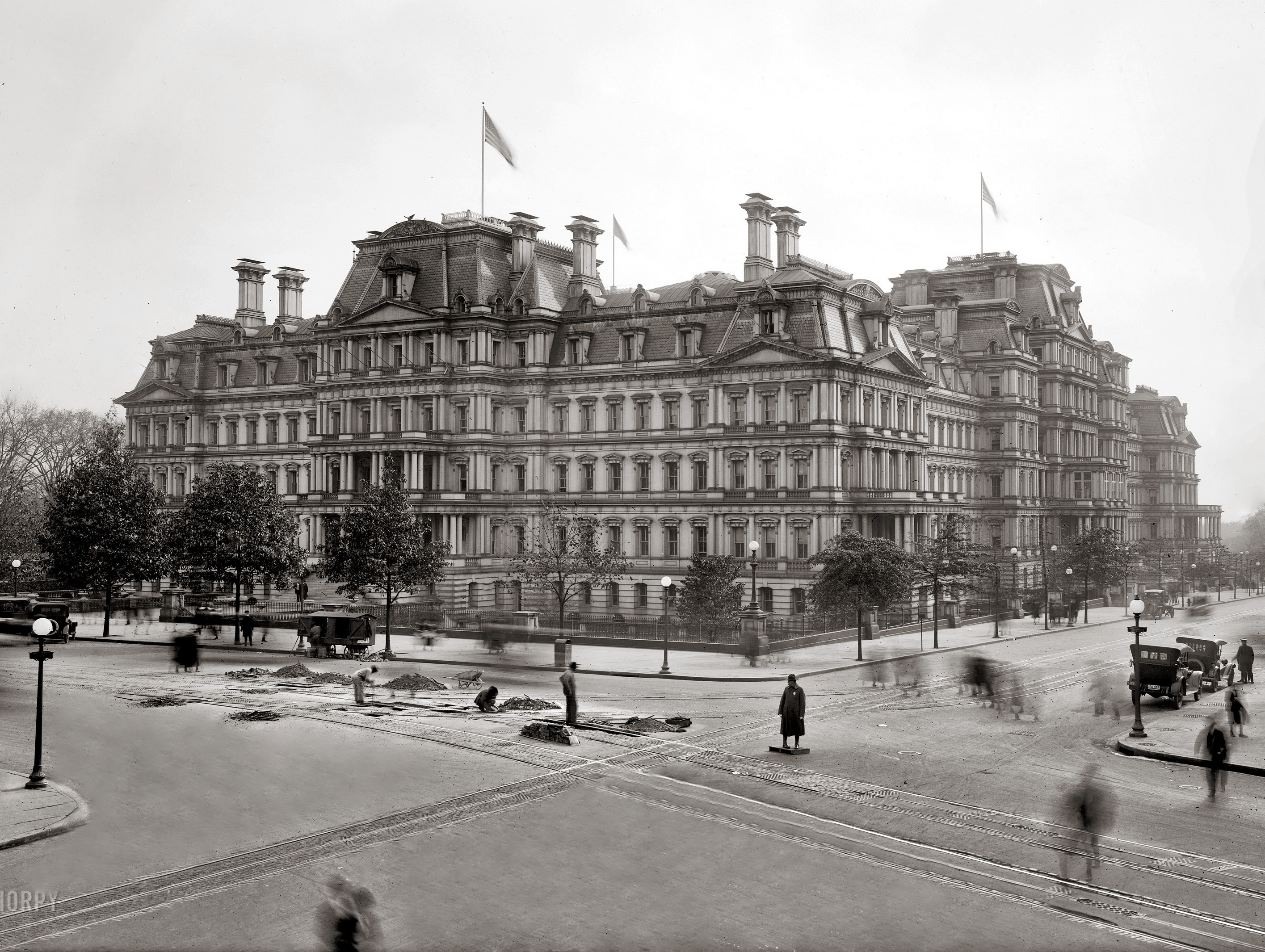
Il State, War, & Navy Building nel 1917.

La pietra d'angolo dell'edificio fu posta nel 1871 dall'architetto Alfred B. Mullett, famoso per aver supervisionato la costruzione di diversi edifici federali. Mullett volle adottare lo stile architettonico Secondo Impero, una variante del neobarocco in chiave francese; tuttavia, tale scelta, in quanto si riteneva stonasse con lo stile neoclassico degli edifici di Washington, suscitò molte critiche, portando anche famosi personalità dell'epoca a esprimersi sull'argomento. Il famoso scrittore Mark Twain si scrisse che questo era "l'edificio più brutto d'America", mentre lo storico Henry Adams lo definì "un asilo architettonico per bambini". In tempi più recenti, lo stesso presidente Harry S. Truman espresse la sua opinione sull'edificio, chiamandolo "la più grande mostruosità d'America".
Nonostante le aspre critiche, il progetto fu portato a termine e la nuova sede dell'ufficio esecutivo e del dipartimento della guerra fu, nel 1888, inaugurata. L'esterno del palazzo fu costruito usando il granito, il quale fu tagliato e lucidato finemente da una compagnia situata sull'isola di Vinalhaven. Gran parte dell'interno dell'edificio fu invece progettata da Richard von Ezdorf, il quale decorò la nuova proprietà federale servendosi della ghisa ignifuga. Tramite questo materiale, Ezdorf fu in grado di dotare ogni sala principale di enorme lucernario, mentre riuscì a costruire delle maniglie personalizzate per ogni porta dell'edificio, scolpendo il simbolo dei rispettivi dipartimenti. Il costo complessivo che il governo federale statunitense dovette pagare per completare l'edificio e le sue decorazioni interne fu di $10.038.482.
Quando nel 1947 il dipartimento della guerra fu soppresso dal governo americano, l'edificio perse gran parte dei suoi dipendenti e, in quanto divenne col tempo la sede soltanto formale dell'ufficio esecutivo, il suo nome fu cambiato da State, War, and Navy Building a Old Executive Office Building. Il palazzo, che versava in gran parte in uno stato di abbandono e gravava sulle casse dello stato, fu oggetto di un nuovo dibattito nel 1957, quando si propose di demolirlo. Tuttavia, diversi opinionisti si batterono per il suo valore storico e, nel 1969, l'edificio fu inserito tra i monumenti presenti nella lista dei National Historic Landmark.

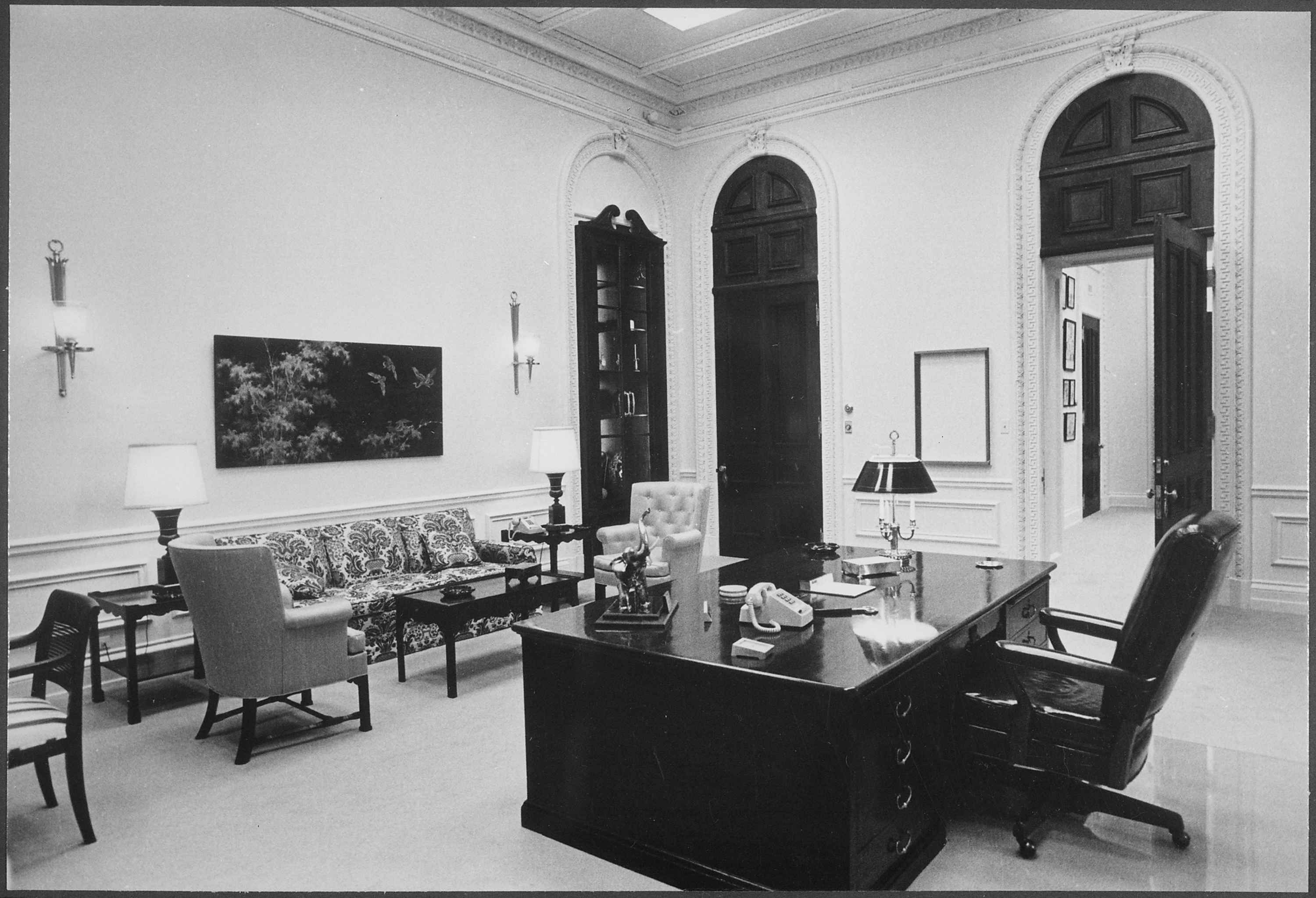
L'ufficio che utilizzò Richard Nixon durante la sua presidenza fotografato nel 1969. Si dice che il presidente preferisse occuparsi degli affari privati proprio in questo ufficio, mentre aveva adibito lo Studio Ovale per gli incontri cerimoniali.

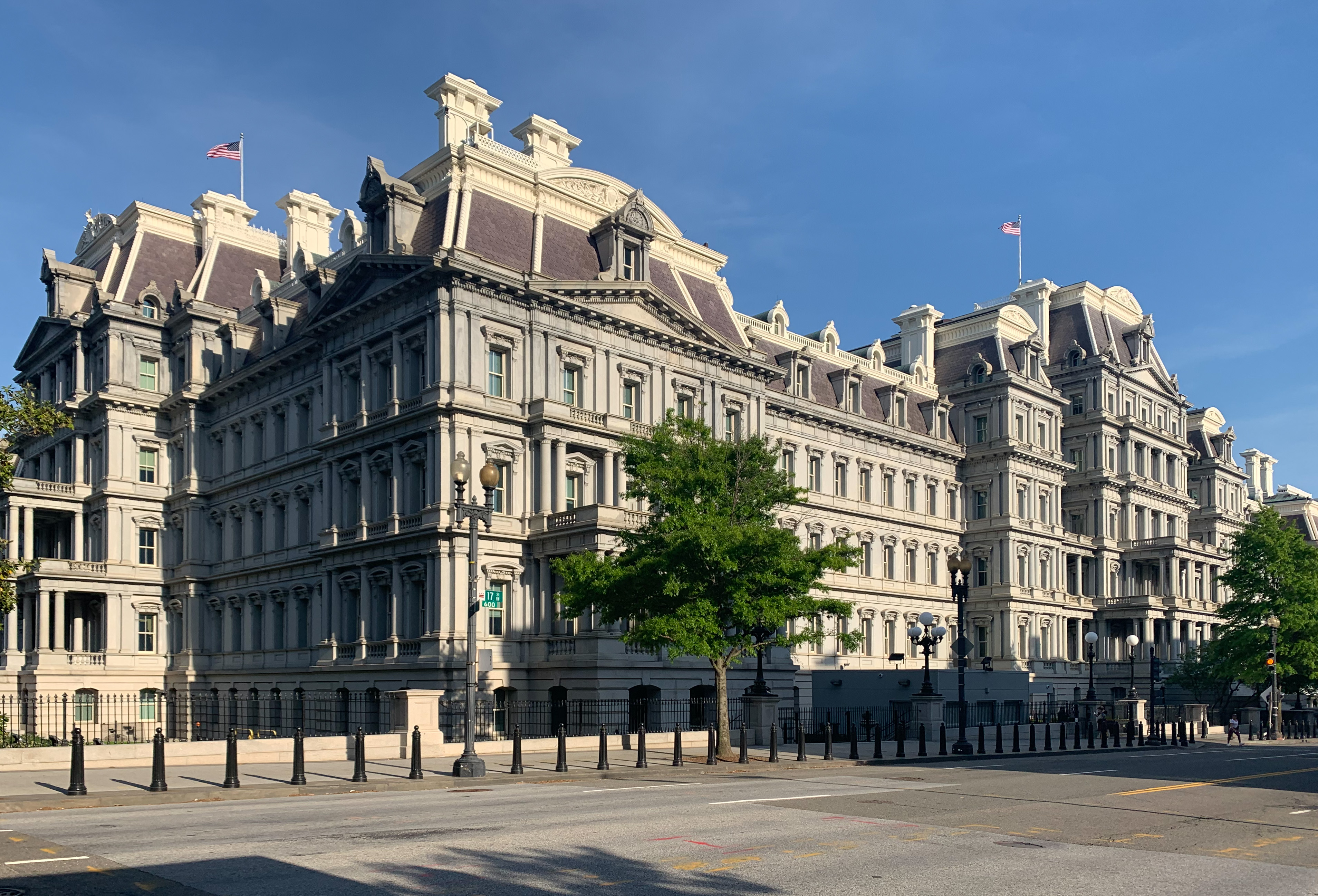
L'Eisenhower Executive Office Building fotografato nel 2021.

Nel 1981, iniziò un progetto che prevedeva il restauro dei più importanti uffici presenti all'interno dell'edificio. Nel 1987, ad esempio, l'ufficio del segretario della marina fu restaurato e convertito nell'ufficio del vicepresidente degli Stati Uniti d'America, i quali spesso si servono di tale spazio per ricevere formalmente e cerimonialmente le più importanti personalità politiche. Col tempo, oltre alla presenza dell'ufficio esecutivo del presidente e alla sede cerimoniale del vicepresidente, il palazzo ospita anche l'Ufficio per la gestione e il bilancio e il consiglio per la sicurezza nazionale degli Stati Uniti d'America.
Nonostante la scarsa reputazione dell'Eisenhower Executive Office Building, durante la sua storia esso ha ospitato alcune delle personalità più importanti della politica americana. A diversi futuri presidenti, durante la loro carriera politica, fu assegnato un ufficio in tale edificio storico. Tra i più conosciuti si ricordano: Theodore Roosevelt, William Howard Taft, Herbert Hoover, Franklin D. Roosevelt, Dwight D. Eisenhower, Lyndon B. Johnson, Richard Nixon, Gerald Ford e George H.W. Bush. Lo stesso Winston Churchill, durante la seconda guerra mondiale, visitò il palazzo, mentre, nel 1941, fu proprio l'Eisenhower Executive Office Building ad ospitare il primo incontro, dopo il bombardamento di Pearl Harbor, tra il segretario di Stato Cordell Hull e una delegazione giapponese, composta dai diplomatici Kichisaburō Nomura e Saburō Kurusu.
Il 9 novembre 1999, L'Old Executive Office Building venne rinominato Eisenhower Executive Office Building, in onore dei 40 anni dalla scomparsa del presidente Dwight D. Eisenhower. Il 19 dicembre 2007, invece, l'edificio fu colpito da un incendio, il quale tuttavia danneggiò gravemente soltanto un ufficio.

## Galleria d'immagini

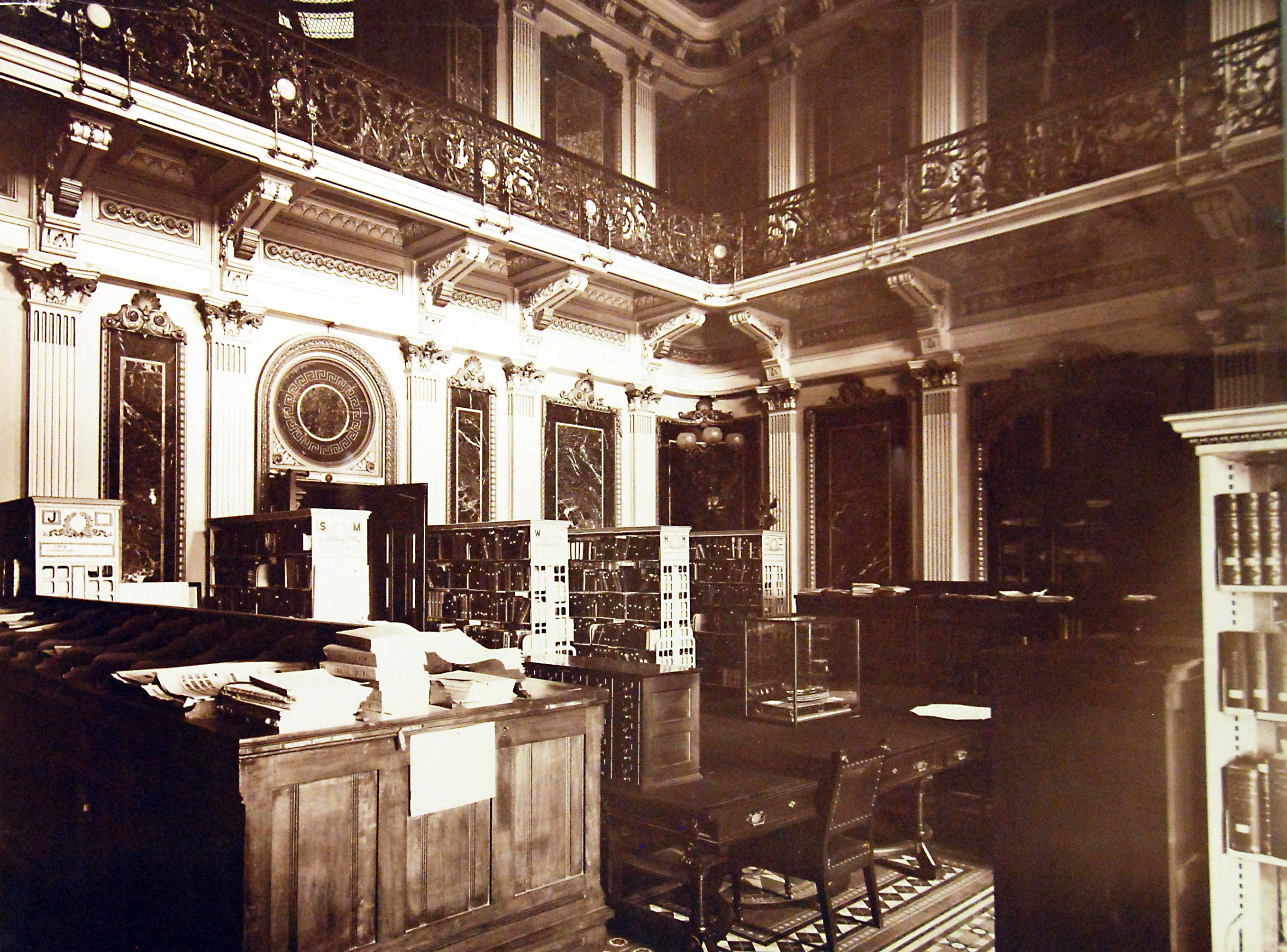
L'ufficio del segretario della marina fotografato nel 1925.
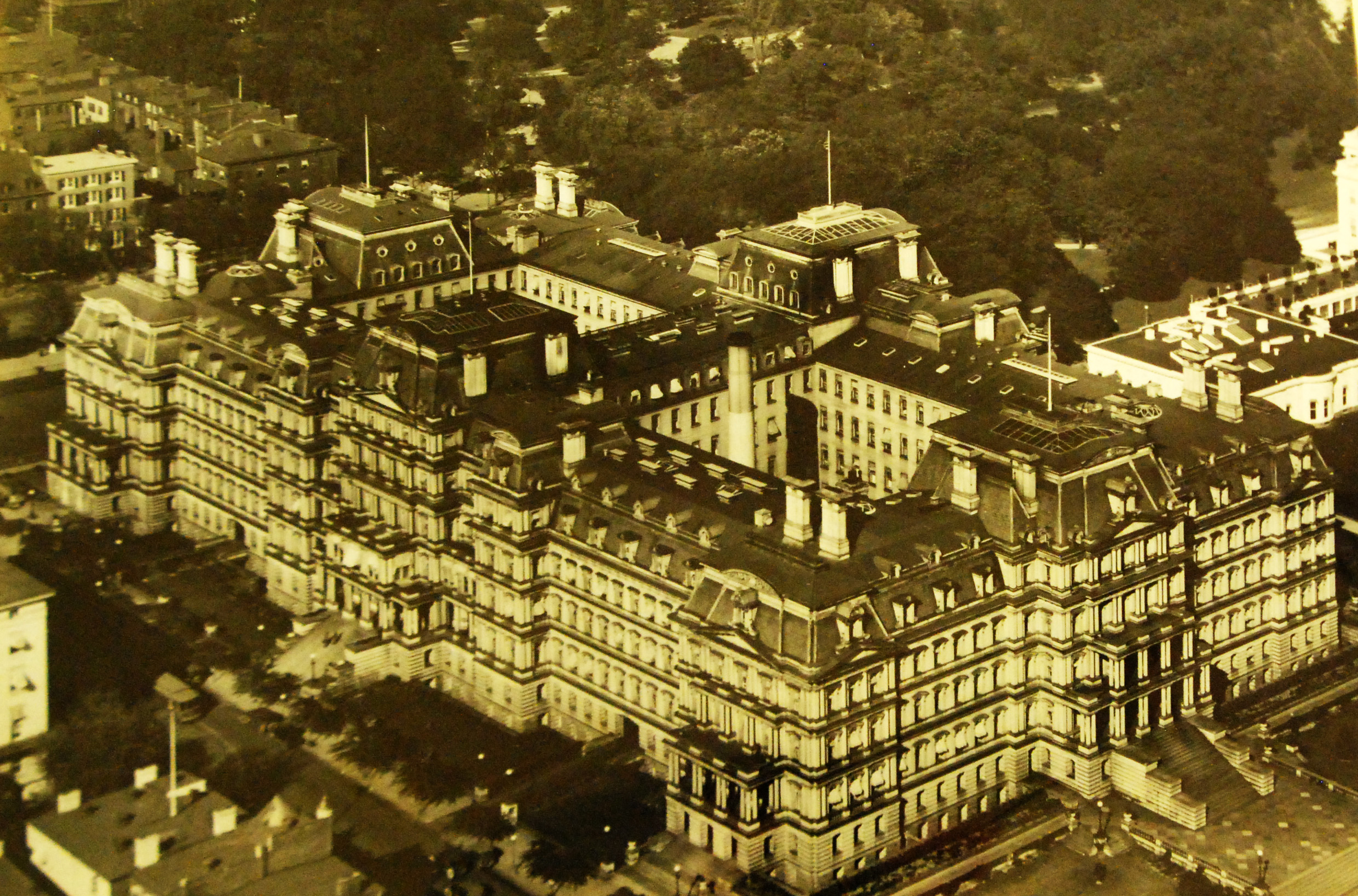
Lo State, War and Navy Department Building nel 1920.
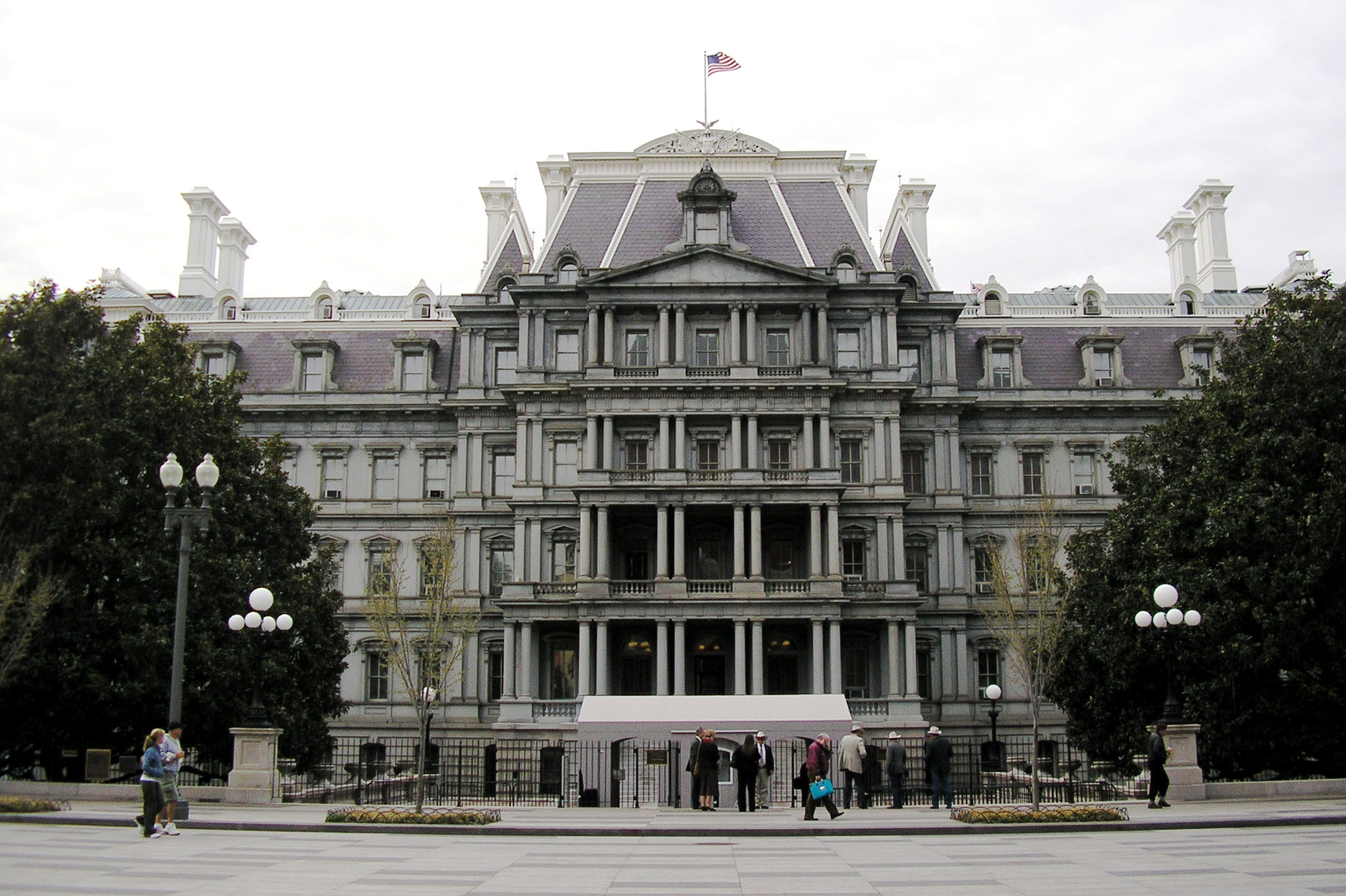
La facciata nord.
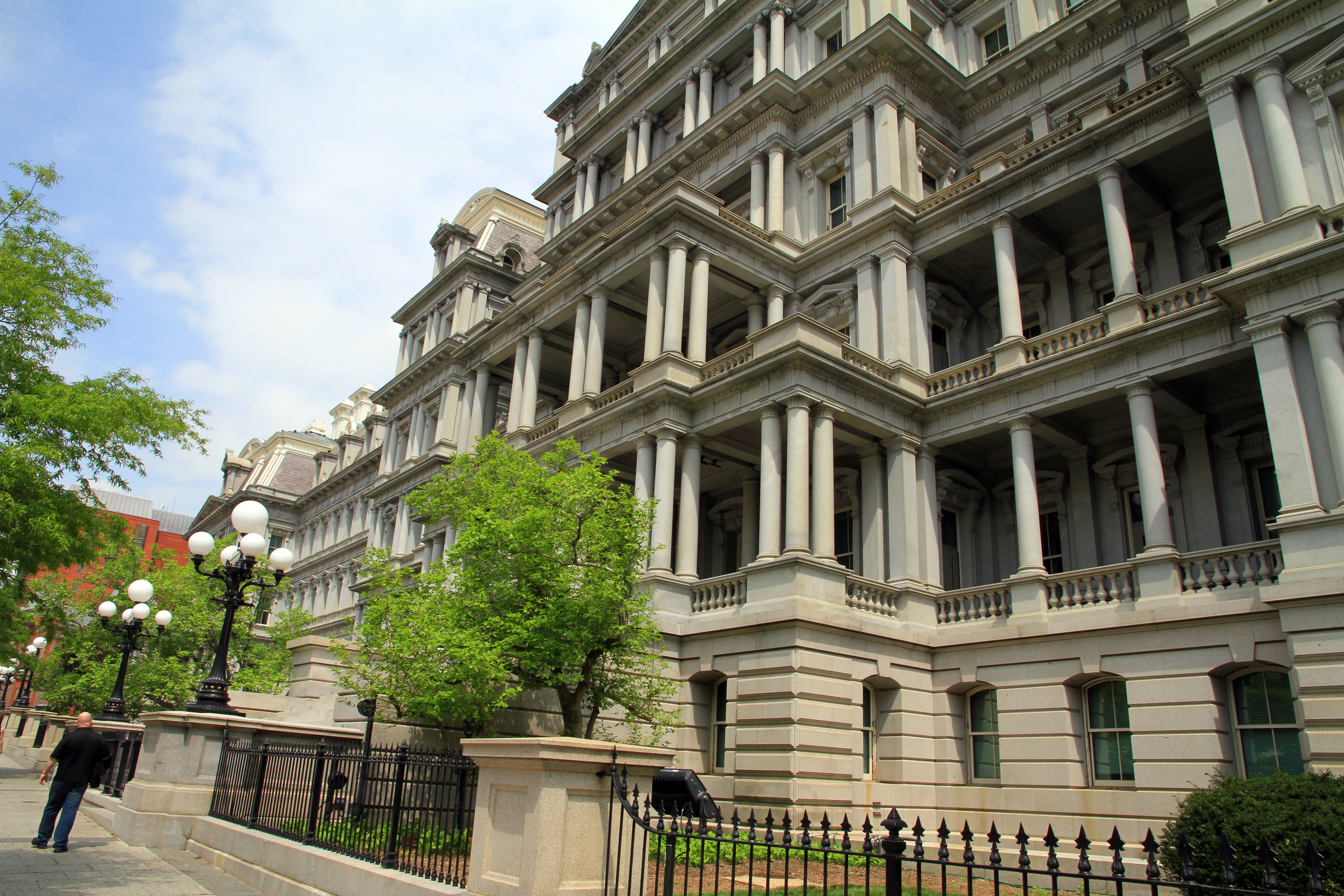
Dettaglio della facciata.
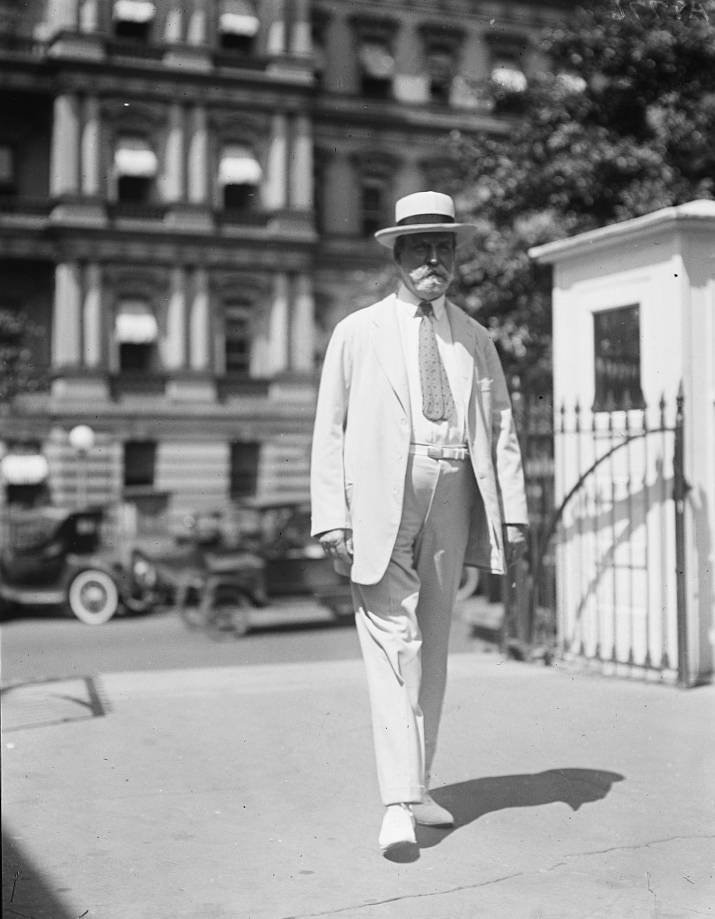
Una fotografia del famoso giurista e politico Charles Evans Hughes del 1924. Si noti Lo State, War and Navy Department Building sullo sfondo.
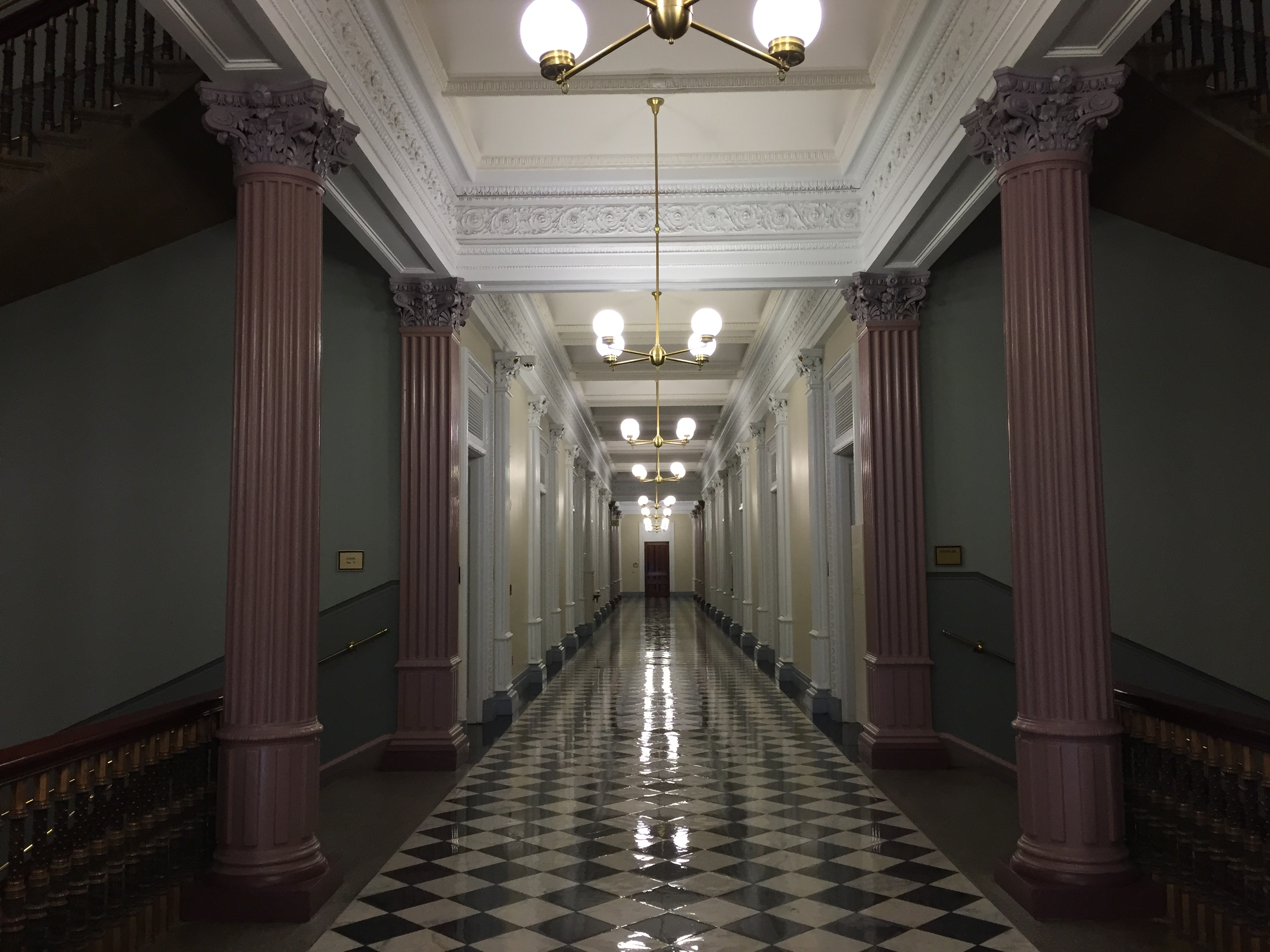
Un corridoio decorato.
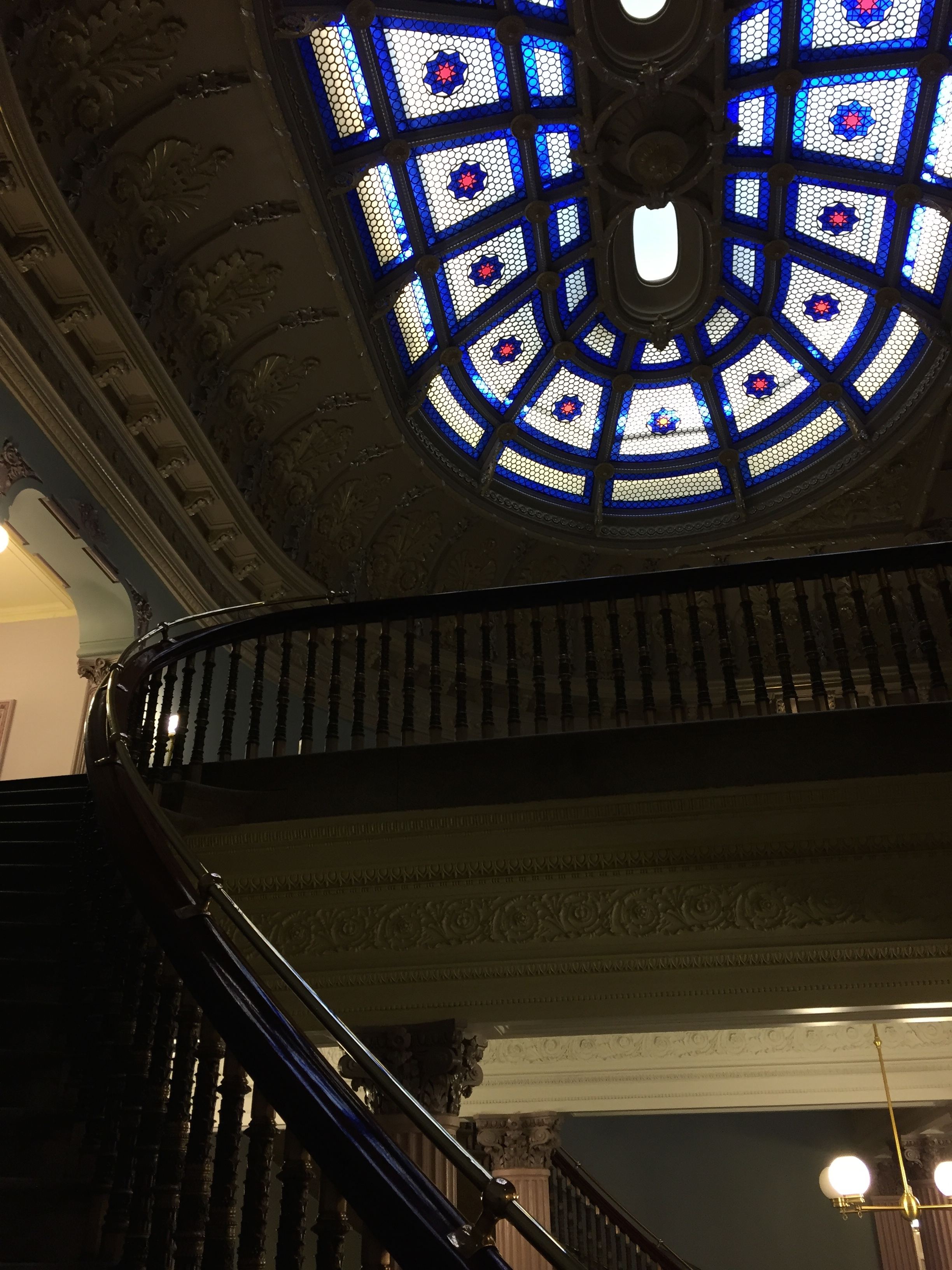
Vetrata situata sopra le scale.
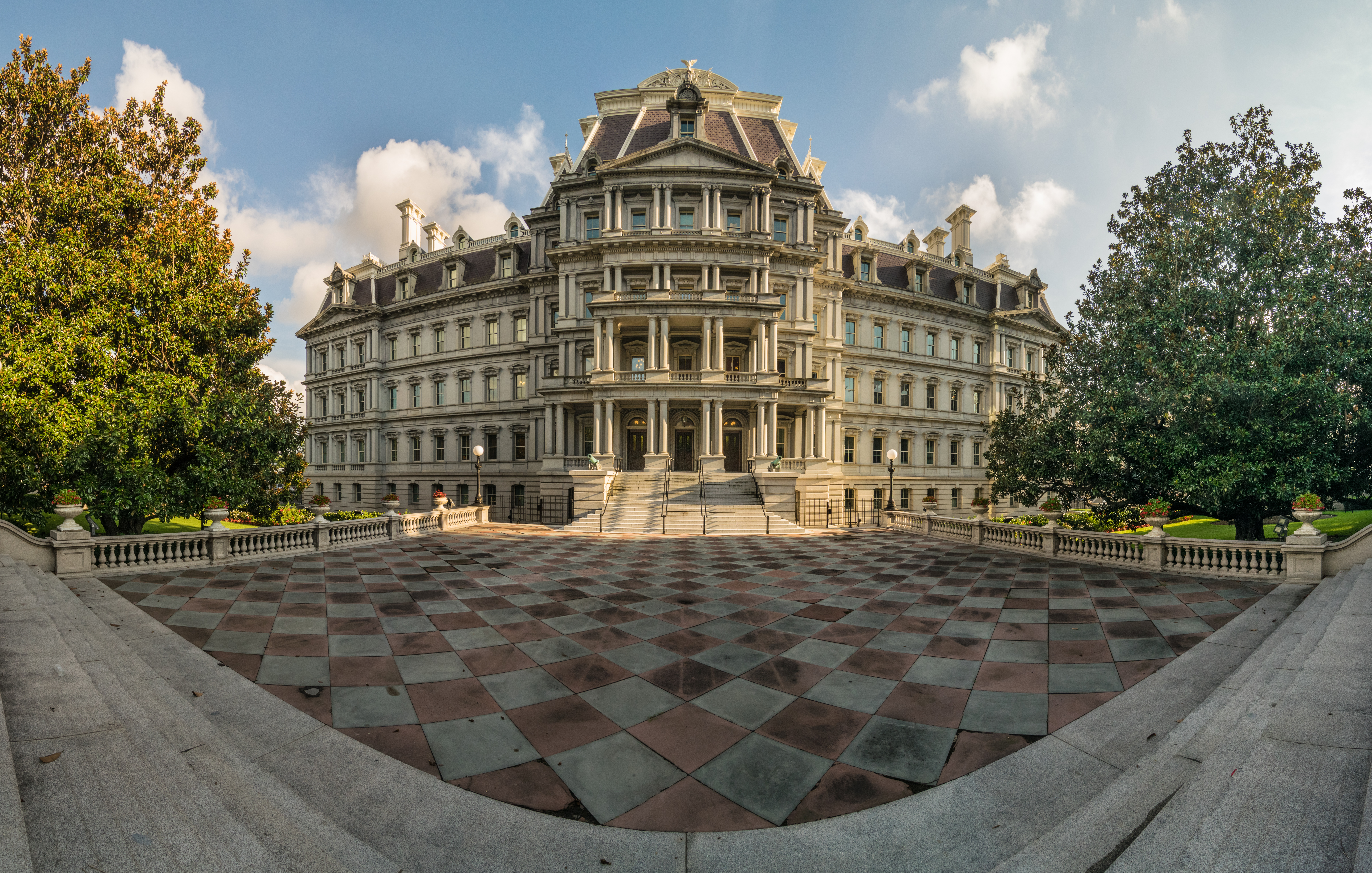
L'Eisenhower Executive Office Building fotografato tramite una Fish-eye nel 2017.
Dettaglio della facciata nordovest.
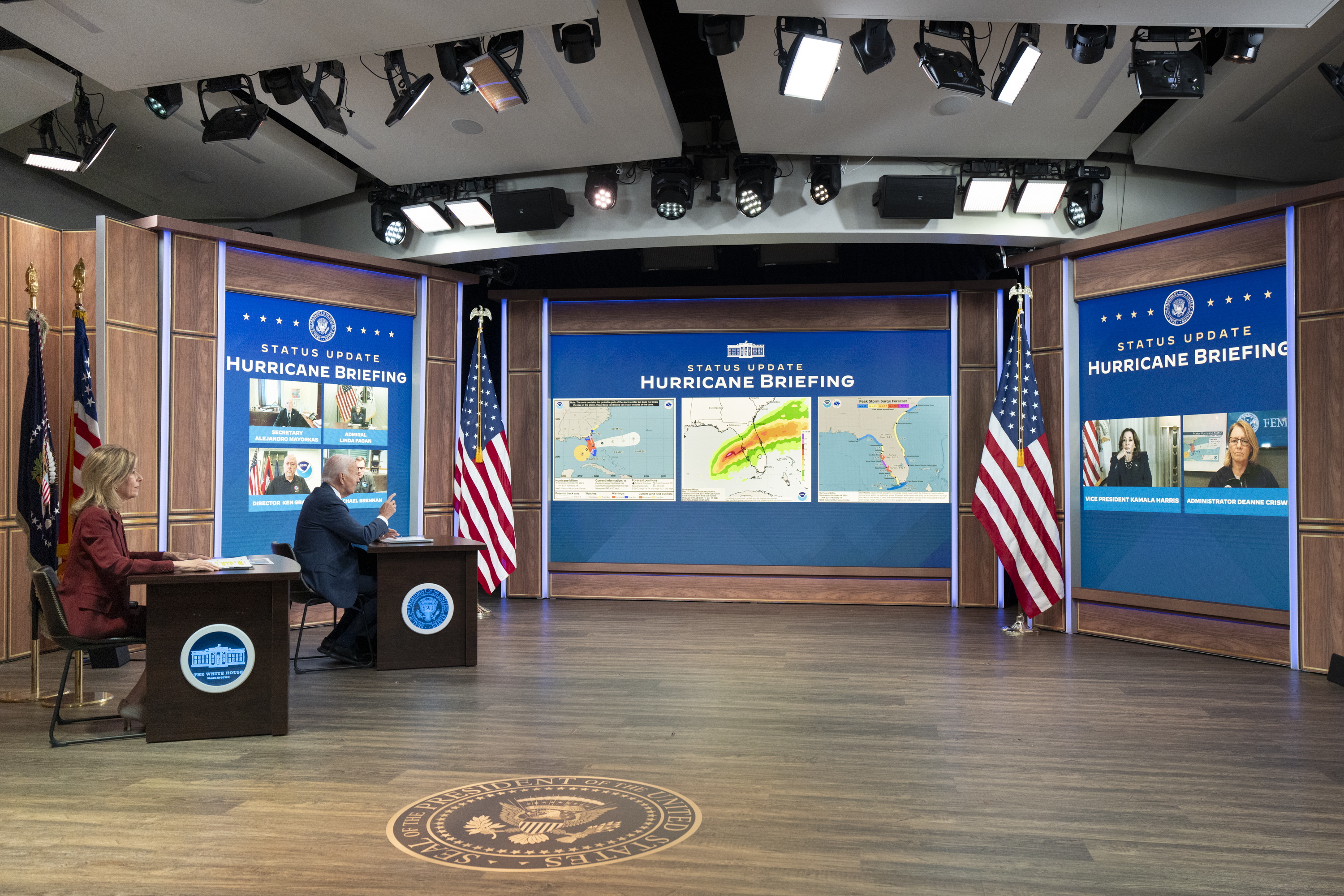
Joe Biden mentre tiene una conferenza presso l'auditorium dell'edificio.